# Тарелкин, Игорь Евгеньевич
И́горь Евге́ньевич Таре́лкин (род. 1952) — лётчик, парашютист-испытатель, полковник, участник афганской войны, начальник отдела Главного лётно-испытательного центра имени В. П. Чкалова, Герой Российской Федерации (1998).

## Биография
Родился 27 мая 1952 года в селе Савёлово Дмитровского района Московской области. Русский. Отец российского космонавта Евгения Тарелкина.
В 1969 году после окончания Синьковской средней школы №2 поступил в Харьковское высшее военное авиационно-техническое училище (ныне Харьковский университет Воздушных Сил имени Ивана Кожедуба). Окончил училище в 1973 году. Служил в вертолётных авиационных частях Забайкальского военного округа. В течение полутора лет в начале 1980-х годов воевал в Афганистане. За время войны совершил 258 боевых вылетов, будучи борттехником вертолёта.
В 1985 году окончил Военно-воздушную авиационную инженерную академию имени Н. Е. Жуковского. После этого проходил службу в Государственном лётно-испытательном центре имени В. П. Чкалова (ГЛИЦ), который находится в городе Ахтубинске Астраханской области. Работал в группе средств спасения экипажей летательных аппаратов и парашютно-десантной техники, которая была единственной группой такого рода в стране. Начальником этой группы в это время был Герой Советского Союза Евгений Николаевич Андреев. Позднее его сменил на посту Игорь Евгеньевич Тарелкин, ставший начальником отдела в ГЛИЦ. Он возглавлял группу в течение 16 лет.
За время службы в ГЛИЦ Игорь Евгеньевич Тарелкин проявил выдающееся мастерство в деле испытания парашютной техники, а также средств катапультирования. Он осуществил свыше 70 различных испытаний парашютных систем, авиационных спасательных катапульт, средств десантирования. Любое испытание — это десятки сложнейших прыжков, проводившихся в различных погодных условиях, за границей допустимых высот применения с целью выявления особенностей поведения испытываемой техники, которые могут выявиться только при испытаниях такого рода. В ходе проведения испытаний парашюта нового поколения «Арбалет», предназначенного для ВДВ, был выявлен 21 дефект или недоработка, а также даны рекомендации по их устранению. В итоге этой работы российские воздушно-десантные войска получили один из лучших в мире парашютов, высоко оцененный за рубежом. На счету Игоря Евгеньевича Тарелкина более 6000 парашютных прыжков и десятки катапультирований. В 2003 году в составе группы из шести человек выполнил рекордный прыжок на пик Ленина с приземлением на высоту 7134 м над уровнем моря.
За мужество и героизм, проявленные при испытаниях специальной техники, Указом Президента Российской Федерации от 11 ноября 1998 года полковнику Тарелкину Игорю Евгеньевичу присвоено звание Героя Российской Федерации.
Продолжал службу в ВВС России. В 2003 году окончил Российскую академию госслужбы при Президенте Российской Федерации. После увольнения в 2005 году в запас работает начальником учебного авиацентра в городе Дмитров Московской области. Является директором парашютной базы ООО «Вертикаль» (село Лучинское Дмитровского района Московской области), где также работает тренером. Состоит в правлении районной организации «Боевое братство» Дмитровского районного отделения Всероссийской общественной организации ветеранов. Входит в региональный совет сторонников московского отделения партии «Единая Россия» (2011 год).

## Награды
- Герой Российской Федерации (11 ноября 1998 года), медаль № 467.
- Орден Мужества
- Медали